# 椎名チカ
椎名 チカ（しいな チカ、7月2日 - ）は、日本の漫画家。神奈川県出身。血液型はA型。2007年から小学館の『Cheese!』にて執筆中。

## 来歴
2006年、第59回小学館新人コミック大賞少女・女性部門にて入選。翌年『Cheese!』増刊3月号にて掲載された、「アタシが部屋にあげる理由。」でデビュー。
自身初のデビューFC（単行本）『本能ハニィ』発売後、『Cheese!』本誌での連載経験もなければ読み切りも殆ど掲載されたことがないという状況で、発売約2週間ほどで新人としては異例のスピード重版を果たす。
2009年、新連載争奪戦を制したことから「少女の時間」で初連載。
2013年12月号から2014年11月号まで『Cheese!』で連載されていた「37.5℃の涙」は2015年夏にテレビドラマ化された。

## 人物
『Cheese!』でのデビュー前は同じく小学館の『Sho-Comi』漫画家、杉山美和子のアシスタントをしていた。
作風としては、夏を舞台としたストーリーを描くのも読むのも好きであると語っており、自身の作品は夏の季節を背景としたストーリー展開が多い。
また、『Cheese!』本誌での作品掲載時や、コミックス発売時には度々「オシャレH系作家」という煽りが記載されている。
私生活では2010年7月、第一子となる女児を出産した。趣味は車や蝶々の小物集め。

## 作品リスト
- 本能ハニィ（2009年6月26日発売）ISBN 978-4-09-132390-3
  - 本能ハニィ（2008年『Cheese!』増刊3月号）
  - あの夏を忘れない（2008年『Cheese!』8月号・別冊付録）
  - キミのキスで教えてあげる（2008年『Cheese!』増刊9月号）
  - 虜（2009年『Cheese!』増刊1月号）
  - この恋は秘密（2008年『Cheese!』増刊5月号）
  - アタシが部屋にあげる理由。（2007年『Cheese!』増刊3月号）
- 12歳からの秘密（2009年10月26日発売）ISBN 978-4-09-132714-7
  - 12歳からの秘密（2009年『Cheese!』本誌8月号・別冊付録）
  - モエちゃんとユウジくん（2009年『Cheese!』増刊3月号）
  - ウェディング・サマー（2009年『Cheese!』増刊9月号）
  - ルームナンバー106（2009年『Cheese!』10月号）
  - バージン・クラッシャー（2009年『Cheese!』増刊5月号）
- 少女の時間（2010年2月26日発売）ISBN 978-4-09-133067-3
  - 少女の時間（『Cheese!』2009年12月号 - 2010年2月号）※連載作
  - あたしの居場所（2007年『Cheese!』増刊9月号）
  - 彼女の初めて（2008年『Cheese!』本誌3月号・別冊付録）
- 8月の悪戯（2011年11月26日発売）ISBN 978-4-09-133716-0
  - 8月の悪戯（2010年『Cheese!』10月号）
  - 良い子悪い子エッチな子（2009年『Cheese!』増刊7月号）
  - 君の視線に揺れる僕（2008年『Cheese!』本誌12月号・別冊付録）
  - 毎日、恋した。（2008年『Cheese!』増刊1月号）
  - 恋愛マスカラ（2007年『Cheese!』増刊7月号）
  - 葉と亮介の話（かきおろし）
- 青の微熱（『Cheese!』2011年8月号 - 2012年8月号、全3巻）※連載作
  - 青の微熱 番外編 side:翔（2012年『Cheese!』増刊1月号掲載、第3巻収録）
- 先生、卒業（2012年10月26日発売）ISBN 978-4-09-134799-2
  - 先生、卒業（2011年『Cheese!』本誌3月号・別冊付録）
  - 恋に堕ちた詐欺師くん（2011年『Cheese!』増刊5月号）
  - センセーとあたし、と健人くん（2012年『Cheese!』増刊9月号）
  - 青の微熱 番外編 side:吉岡（2012年『Cheese!』増刊7月号）
- 私はまだそれを知らない（『Cheese!』2012年12月号 - 2013年3月号、全1巻）※連載作
- 制服のジレンマ（2013年10月25日発売）ISBN 978-4-09-135666-6
  - 制服のジレンマ
  - 甘い罰と苦い夏
  - 密室の楽園
  - ここにいたこと。
  - 制服のジレンマ その後（かきおろし）
- 37.5℃の涙（『Cheese!』2013年12月号[9] - 2014年11月号[10]、2015年7月号[11] - 2022年7月号[12]、全24巻）※連載作
  - 彼女の事情（2013年『Cheese!』増刊11月号、第4巻収録）
- 群青のカルテ（『Cheese!』2023年11月号[13] - 、既刊5巻）

### オムニバス作品
- シンデレラ流 - 16バージンロード -（2011年9月26日発売）